# Rhodopsis simplex
Rhodopsis simplex är en ringmaskart som först beskrevs av Uchida 1978.  Rhodopsis simplex ingår i släktet Rhodopsis och familjen Serpulidae. Inga underarter finns listade i Catalogue of Life.